# (73897) 1997 EN39
(73897) 1997 EN39 – planetoida z pasa głównego asteroid okrążająca Słońce w ciągu 3,51 lat w średniej odległości 2,31 j.a. Odkryta 5 marca 1997 roku.